# Ebalia sakaii
Ebalia sakaii is een krabbensoort uit de familie van de Leucosiidae. De wetenschappelijke naam van de soort is voor het eerst geldig gepubliceerd in 1972 door Takeda & Miyake.